# Općina Vransko
Općina Vransko (slo.:Občina Vransko) je općina u srednjoj Sloveniji u pokrajini Štajerskoj i statističkoj regiji Savinjskoj. Središte općine je naselje Vransko sa 720 stanovnika.

## Zemljopis
Općina Vransko nalazi se u središnjem dijelu Slovenije, u krajnje jugozapdnom dijelu pokrajine Štajerske. Općina obuhvaća krajnje zapadni dio Celjske kotline. Središnji dio općine je dolina rječice Matnišnice. Sjeverno od doline pruža se planina Stradovnik, a južno Posavsko Hribovje.
U nižem dijelu općini vlada umjereno kontinentalna klima, a u višem njena oštrija, planinska varijanta. Najvažniji vodotok u općini je rječica Matnišnica. Svi ostali vodotoci su mali i njeno su pritoci.

## Naselja u općini
Brode, Čeplje, Čreta, Jeronim, Limovce, Ločica pri Vranskem, Prapreče, Prekopa, Selo pri Vranskem, Stopnik, Tešova, Vologa, Vransko, Zahomce, Zajasovnik, Zaplanina

## Vanjske poveznice
- Službena stranica općine